# Olga Kuraginová
Olga Vitaljevna Kuraginová (rusky Ольга Витальевна Курагина; * 21. dubna 1959 Kirov) je bývalá sovětská atletka, která soutěžila především v pětiboji.
Reprezentovala SSSR na letních olympijských hrách v roce 1980 v Moskvě, kde získala bronzovou medaili za Nadijou Tkačenkovou a Olgou Rukavišnikovovou. Po roce 1980 byl pětiboj nahrazen sedmibojem.